# Leopoldo Alas y Ureña
Leopoldo García-Alas y Ureña, més conegut pel pseudònim literari «Clarín» (Zamora, 25 d'abril de 1852 – Oviedo, 13 de juny de 1901), fou un periodista i escriptor realista espanyol, introductor del naturalisme a Espanya. La seva obra més característica és La Regenta, que comparteix semblances amb Madame Bovary, del francès Gustave Flaubert.

## Vida
Educat als jesuïtes, la seva infantesa està marcada per l'amor familiar a Astúries i la seva vida d'estudiant, en la qual destacà de ben jove. A l'etapa universitària rebé la influència del krausisme, que matisà alguns dels principis religiosos familiars i forjà la seva actitud de crítica social. Per aquells temps es llançà al periodisme, signant amb el pseudònim de «Clarín», que el faria famós en escriure uns articles molt crítics amb la classe política.
El 1882 fou nomenat catedràtic de dret i era cèlebre per impartir classes basades en la reflexió de preceptes clàssics. Va compaginar la docència amb l'escriptura literària, les col·laboracions en premsa i la traducció. Igualment destaca per la seva intensa activitat epistolar, que sovint li va crear enemics pel seu to brusc. El 1901 va ser diagnosticat amb una tuberculosi intestinal que li causaria la mort als 49 anys.

## Obra
Més enllà de La Regenta, escrigué altres obres de renom com Su único hijo o la recopilació de contes El Señor y lo demás, son cuentos, amb contes com “¡Adiós, Cordera!”, "Cambio de Luz" o "El centauro", entre d'altres. Entre els assajos destaquen els continguts a Solos de Clarín i Palique.